# Berri-UQAM (métro de Montréal)
Pour les articles homonymes, voir Berri et UQAM.
Berri-UQAM, anciennement Berri-De Montigny, est une station de correspondance entre les lignes verte, orange et jaune du métro de Montréal. L'essentiel de la station est situé sous l'angle de la rue Berri et du boulevard De Maisonneuve, dans le quartier Latin, arrondissement Ville-Marie de Montréal, province de Québec au Canada.
Seule station de correspondance à trois lignes, elle est la station la plus fréquentée du réseau avec environ 12,6 millions d'entrées par an. En 2021, elle est toujours la première mais avec seulement 4,2 millions d'entrées, cette baisse étant due aux conséquences de la pandémie de la Covid-19.

## Situation sur le réseau

Plan du métro en 2021.

Établie en souterrain, Berri-UQAM est une station de correspondance entre, la ligne verte, la ligne orange et la ligne jaune du métro de Montréal. Elle dispose de trois sous-stations :
Berri-UQAM verte, est une station souterraine de passage de la Ligne verte du métro de Montréal, établie entre la station Saint-Laurent, en direction du terminus Angrignon , et la station Beaudry, en direction du terminus Honoré-Beaugrand.
Berri-UQAM orange, est une station souterraine de passage de la Ligne orange du métro de Montréal, établie entre la station Champ-de-Mars, en direction du terminus Côte-Vertu, et la station Sherbrooke, en direction du terminus Montmorency.
Berri-UQAM jaune, est la station souterraine terminus ouest de la Ligne jaune du métro de Montréal, établie avant la station Jean-Drapeau, en direction du terminus est Longueuil–Université-de-Sherbrooke''.

## Histoire

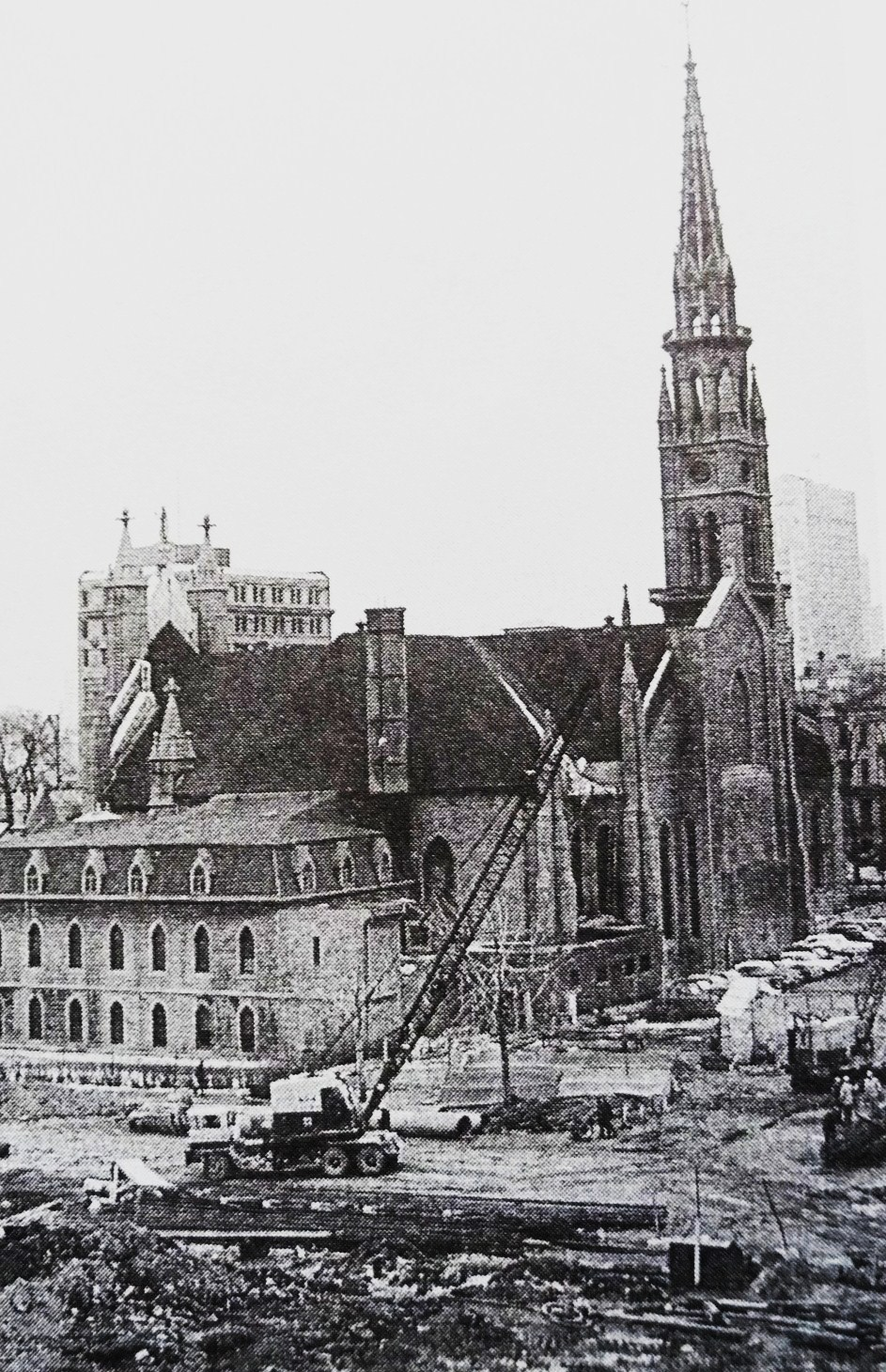
Chantier du métro Berri, 1964, avec la Cathédrale Saint-Jacques

La station de correspondance des lignes verte et orange, alors dénommée Berri-de-Montigny, est mise en service le 14 octobre 1966 lors de l'ouverture simultanée à l'exploitation de la première section de la ligne verte de Atwater à Papineau, et de la première section de la ligne Orange de Bonaventure à Henri-Bourassa. L'inauguration officielle de l'ouverture du métro de Montréal a lieu ce même jour dans la station, en présence notamment du maire de Montréal Jean Drapeau, du président de la CTM Lucien L'Allier et de l'archevêque de Montréal Paul-Émile Léger, de personnalité française et plus de cinq mille personnes,. Elle doit son nom Berri-de-Montigny, au fait qu'elle est située sous l'intersection entre la rue Berri et la rue de Montigny (renommée boulevard De Maisonneuve peu après l'inauguration). Le toponyme Berri est utilisé dès 1669 pour nommer ce site. Conçue par les architectes Longpré et Marchand, la double station original est construite en tranchée ouverte de forme cruciforme. La station de la ligne verte, la plus profonde, est surplombée par celle de la ligne orange, l'important volume disposant de l'ensemble des escaliers nécessaires aux relations entre les différents niveaux depuis la salle de contrôle reliée aux édicules par de longs cheminements souterrains.
La station terminus de la ligne Jaune est inaugurée le 31 mars 1967 mise en service le lendemain la ligne commence à fonctionner mais elle ne dessert que le chantier, en cours de finition du site de l'Exposition universelle de 1967. La mise en service réelle a lieu le 28 avril 1967, le lendemain de l'ouverture de l'expo. Cette station n'est pas intégrée dans le complexe de la tranchée ouverte des deux premières stations mais plus profonde elle est construite en tunnel et est relié au complexe par des escaliers et un long couloir.
La station est renommée, le 1er janvier 1988, Berri-UQAM, qui conserve le toponyme ancien Berri et y ajoute le nom de l'Université du Québec à Montréal (UQAM), du fait que d'autres nom d'université sont données à des stations du métro.
En 2009, la station devient partiellement accessible pour les personnes à la mobilité réduite à la suite de l'ajout de deux ascenseurs desservant la station orange, par une relation entre les quais et en surface la Grande bibliothèque et le pavillon Judith-Jasmin de l'UQAM.
Depuis 2010, plusieurs travaux ont été réalisés à la station Berri-UQAM. Les finis muraux dans la majorité des zones de la station ont été retirés pour les remplacer par des parements temporaires de l'été 2010 à l'automne 2011. Les finis muraux ont été retirés et les colonnes décoratives rouges ont été démantelées en 2012. Les édicules Berri et Place Dupuis ont été rénovés et la dalle structurale, les plafonds, l'éclairage, ainsi que le revêtement de sol et les marches d'escaliers en granite ont été remplacés en 2013. Une portion de la membrane d'étanchéité sous la rue Berri a été remplacée entre 2013 et 2014. En 2015, les finis muraux et les revêtements de plancher sur la ligne jaune ont été remplacés. En 2016, l'édicule Saint-Denis a été remis à neuf et certaines aires de circulation vers les quais des lignes orange et verte ont été reconfigurées. La réfection des lignes verte et orange, ainsi que la mise en service de deux ascenseurs entre les lignes orange et verte ont été complétés en 2020.
En juin 2022, la STM a débuté un autre projet de travaux pour remplacer le système d'étanchéité de la station, installer deux ascenseurs sur les quais de la ligne jaune, mettre à niveau des installations de ventilation naturelle, et procéder à la réfection extérieure de l'édicule Sainte-Catherine et à la réfection du système protection incendie. L'édicule Sainte-Catherine est fermé de l'automne 2022 au printemps 2023.

## Accès et accueil
- Édicule A: 1500, rue Berri.
- Édicule B: 505 rue Sainte-Catherine.
- Édicule C: 850, boulevard De Maisonneuve Est.
- Édicule D: 1470, rue Saint-Denis.
- Édicule E: 1621 rue Berri.
- Édicule F: 475, boulevard De Maisonneuve Est.

L'édicule A, situé dans le pavillon de l'Université du Québec à Montréal Judith-Jasmin, comporte une sortie principale vers la rue Berri. Il existe une entrée directe vers l'Université du Québec à Montréal au niveau de la mezzanine.
L'édicule B comporte trois sorties : une vers la rue Berri, une vers la rue Sainte-Catherine et la dernière vers la Place Émilie-Gamelin et la rue Labelle.
L'édicule C, situé dans le centre commercial Place Dupuis, comporte une seule sortie vers le boulevard De Maisonneuve en face de la rue Saint-Christophe. Deux stations de BIXI, un système de vélo en libre-service se trouvent à proximité sur la rue Saint-Hubert.
L'édicule D, situé dans le pavillon de musique de l'Université du Québec à Montréal, comporte une sortie vers le coin de la rue Saint-Denis et du boulevard De Maisonneuve. Cet édicule contient un ascenseur pour permettre aux personnes à mobilités réduites de se rendre à la mezzanine. Deux stations de BIXI, un système de vélo en libre-service se trouvent à proximité du pavillon Judith-Jasmin au coin des rues Saint-Denis et Sainte-Catherine.
L'édicule E, situé dans l'ancienne gare d'autocars de Montréal, comporte une sortie vers la rue Berri. La nouvelle gare d'autocars de Montréal se situe plus au nord sur la rue Berri et la rue Ontario.
L'édicule F connecte la mezzanine à la Grande Bibliothèque. Un ascenseur permet aux personnes à mobilité réduites d'aller de la mezzanine à la Grande Bibliothèque. Vous pouvez utiliser l'entrée principale de la bibliothèque pour rejoindre la rue Berri et le boulevard De Maisonneuve.

Installations
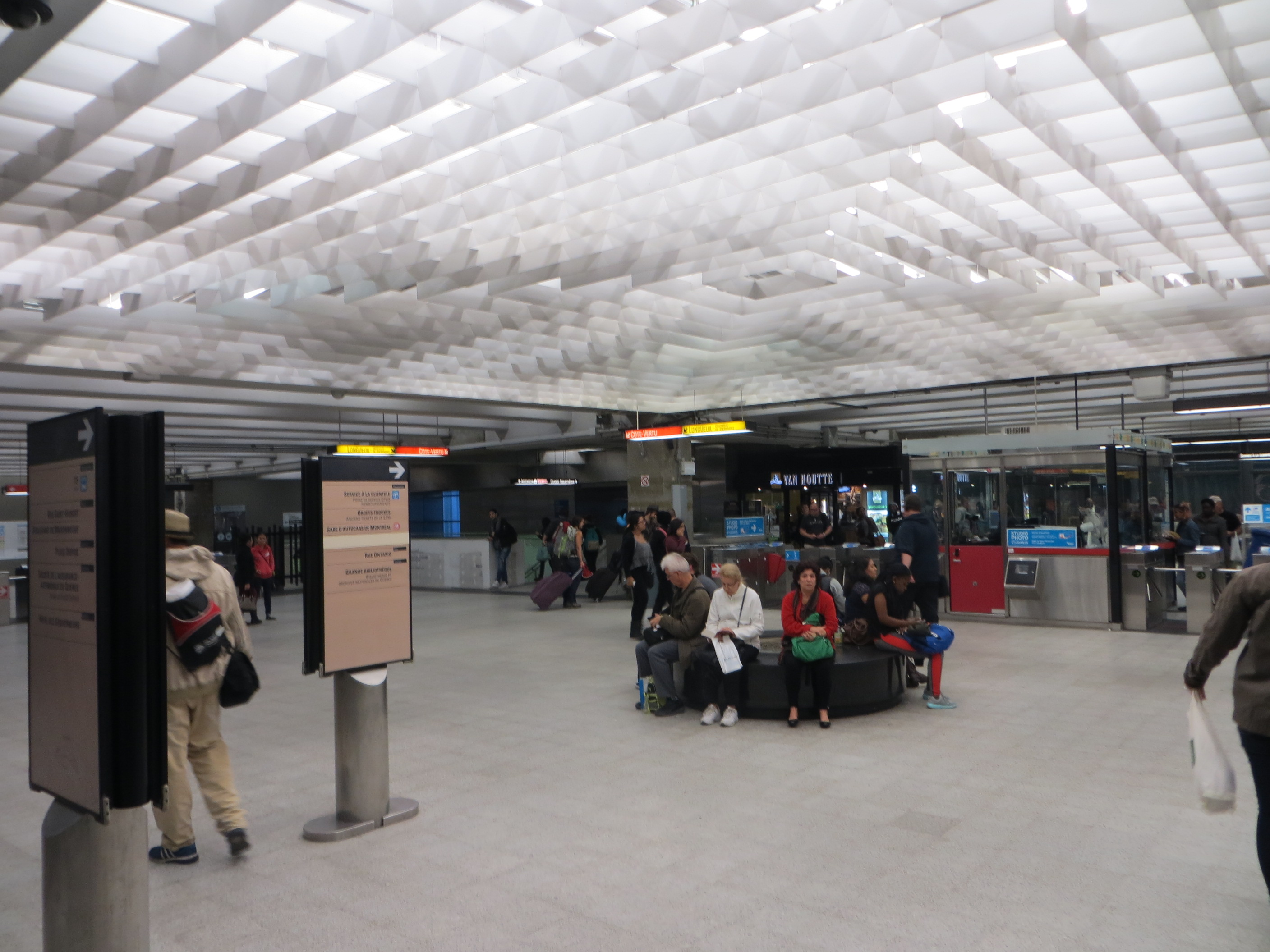
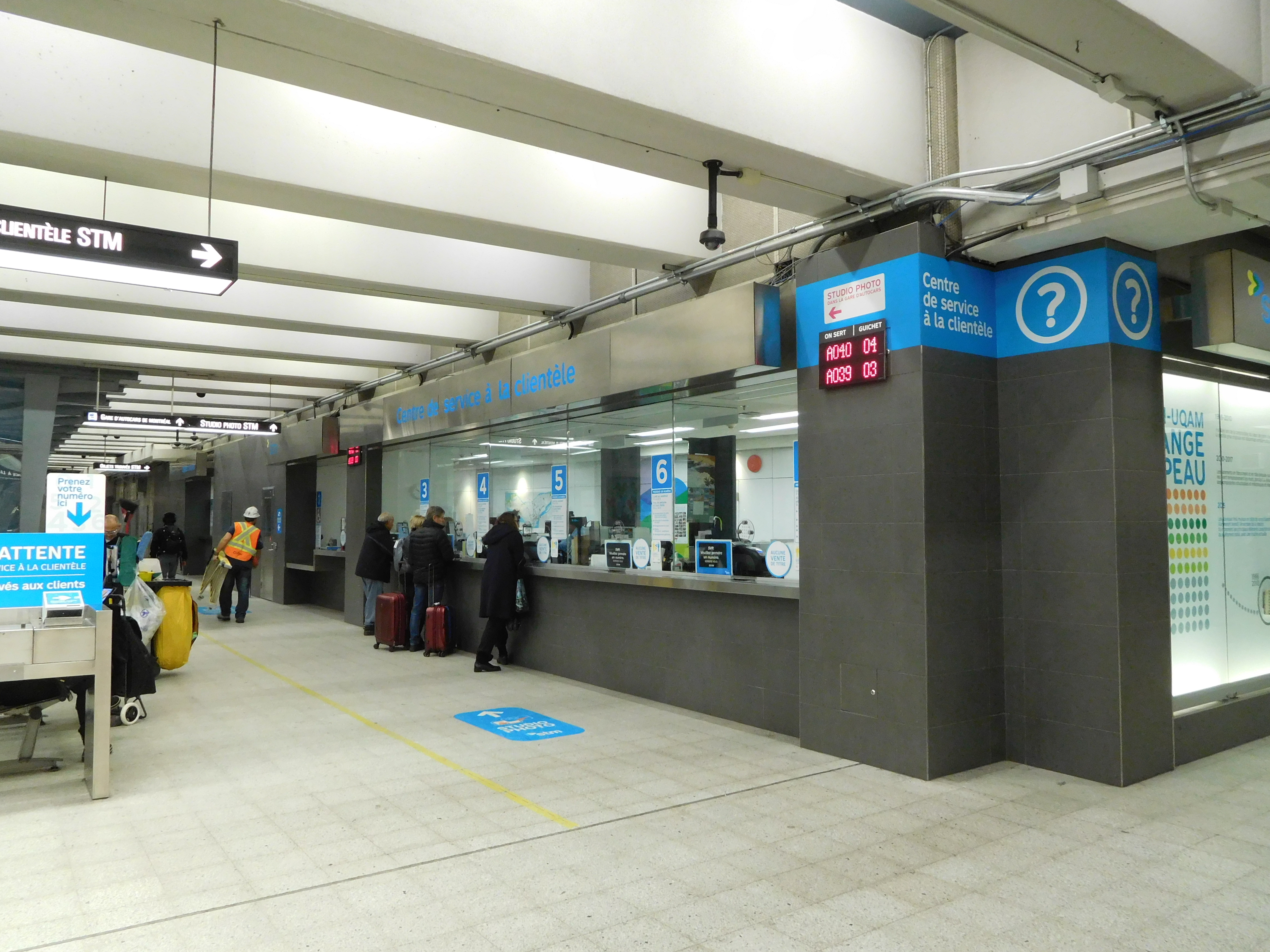
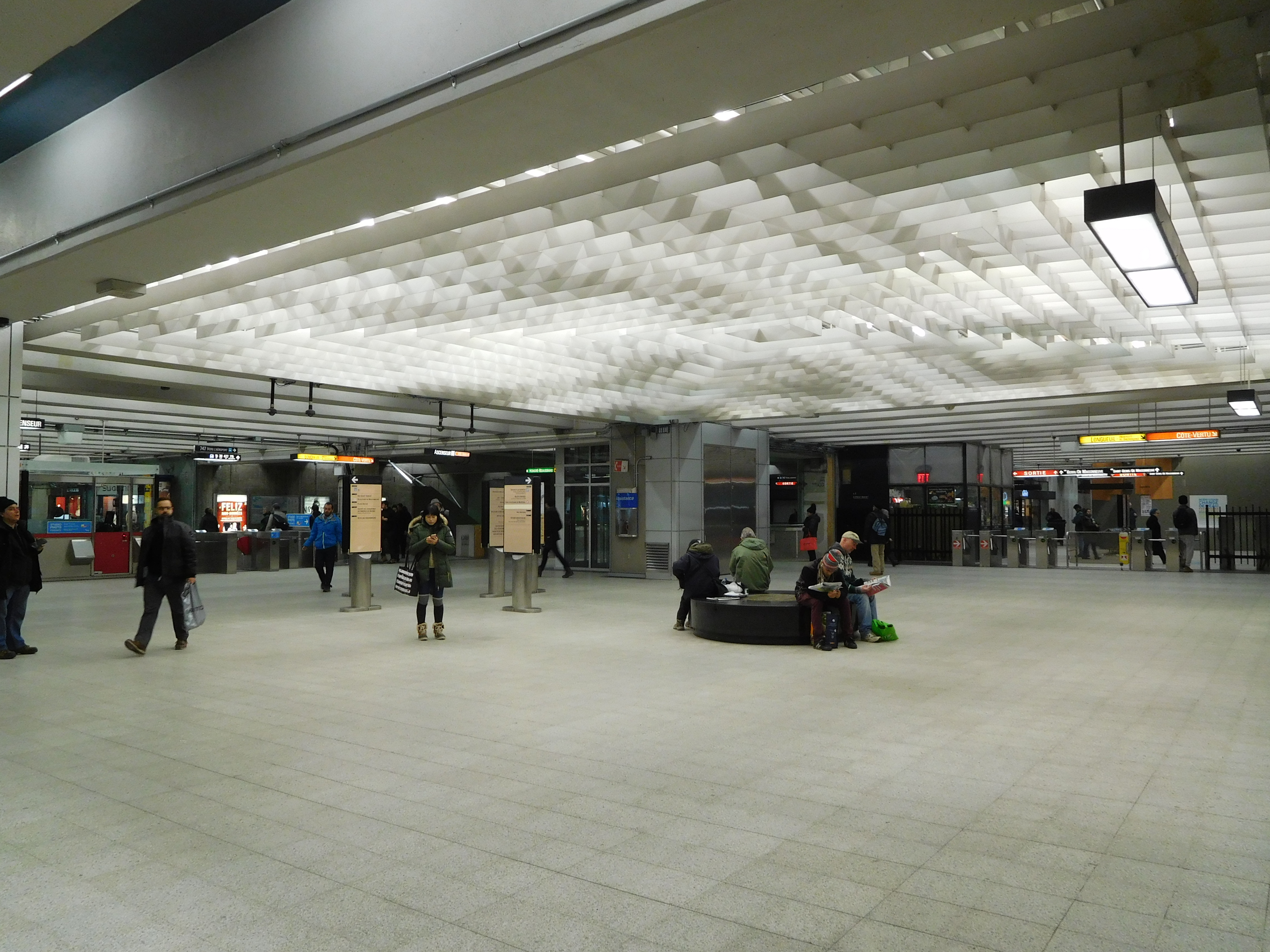

### Desserte

#### Berri-UQAM ligne verte
Berri-UQAM verte est desservie par les rames de la ligne verte du métro de Montréal. Le premier passage a lieu : tous les jours, à 05h45, en direction de Angrignon, et à 05h49, en direction de Honoré-Beaugrand et le dernier passage a lieu quelle que soit la direction : en semaine et le dimanche à 00h57 et le samedi à 01h27. Les fréquences de passage sont de 3 à 12 minutes suivant les périodes.

Installations et desserte
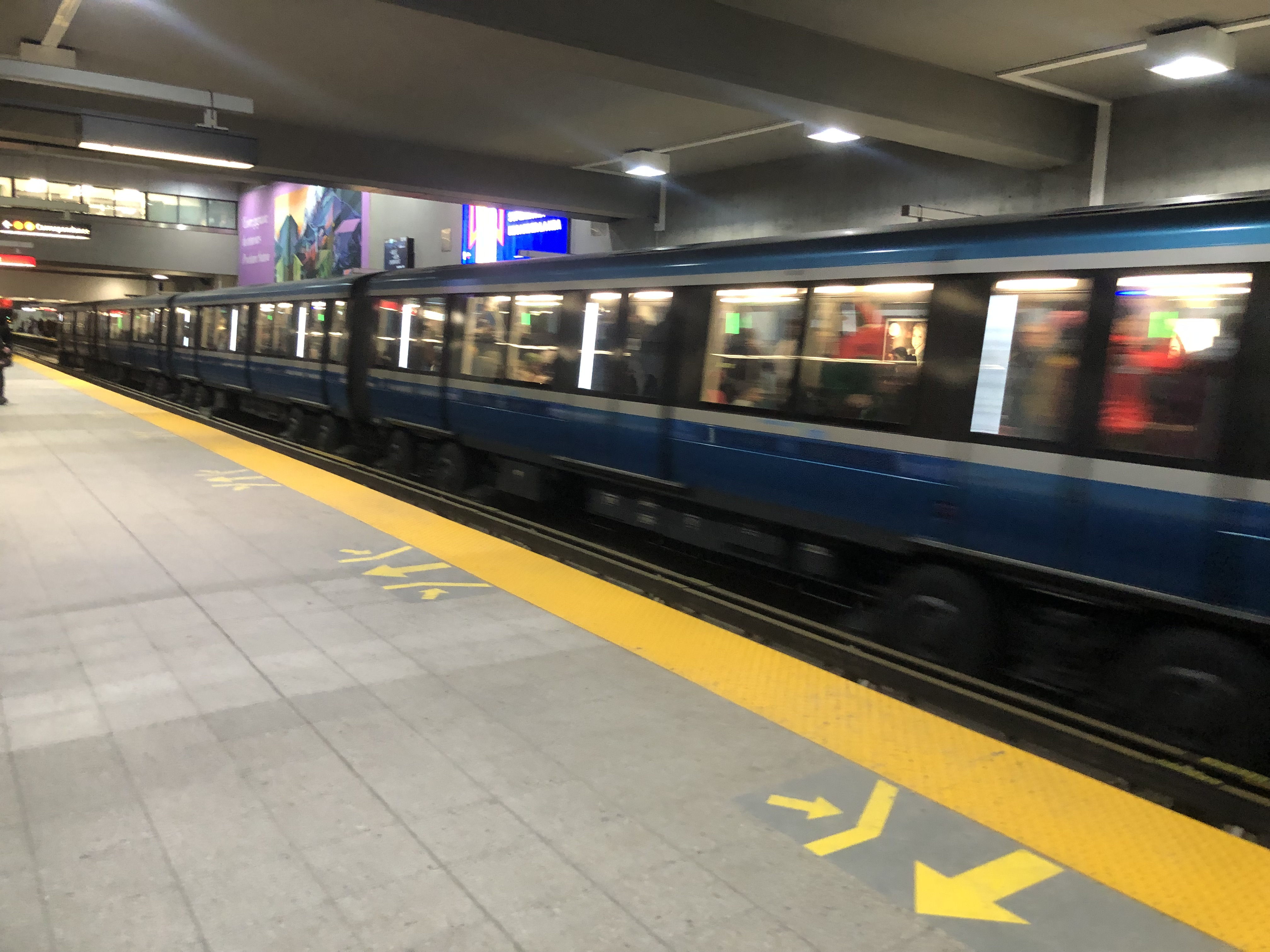
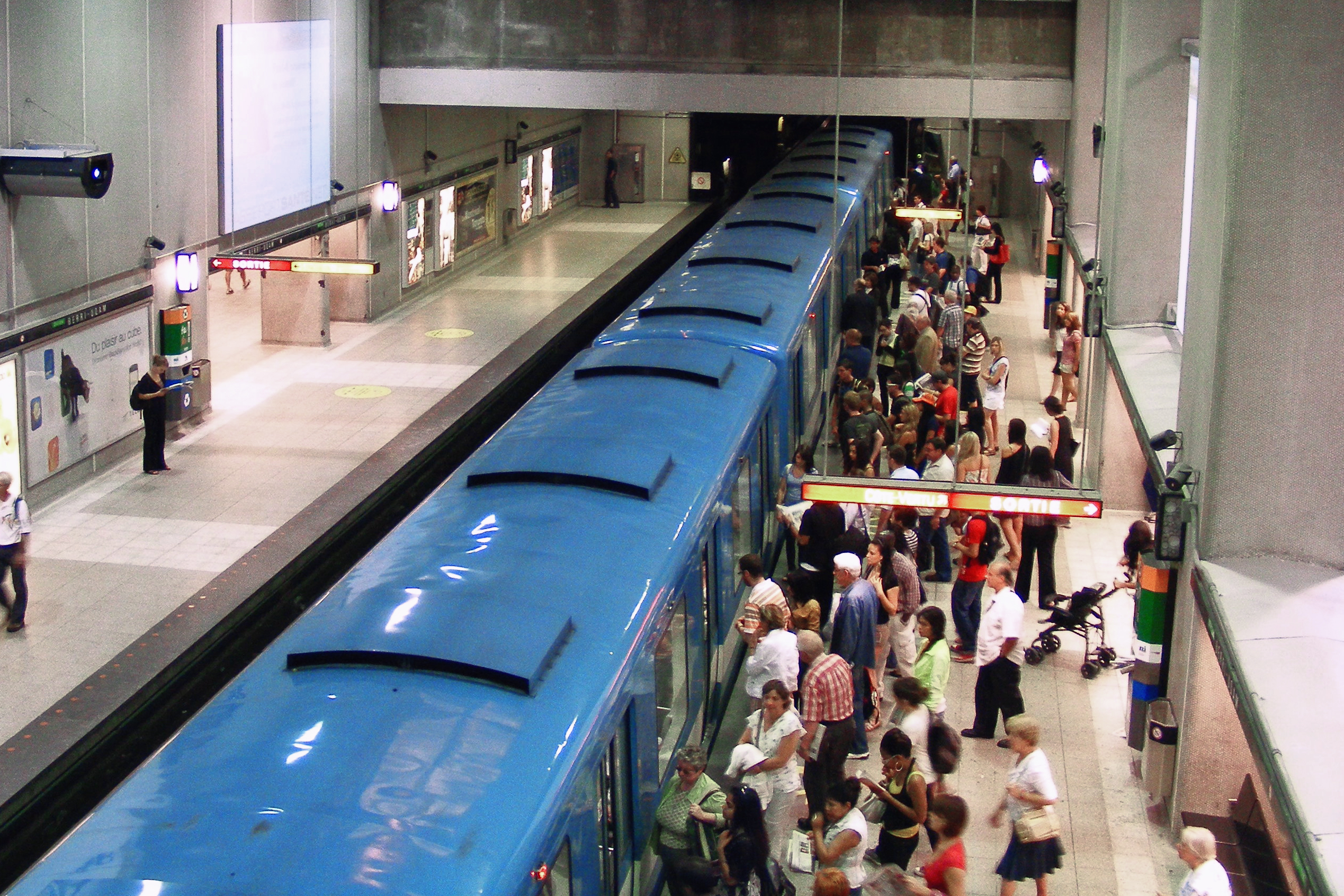
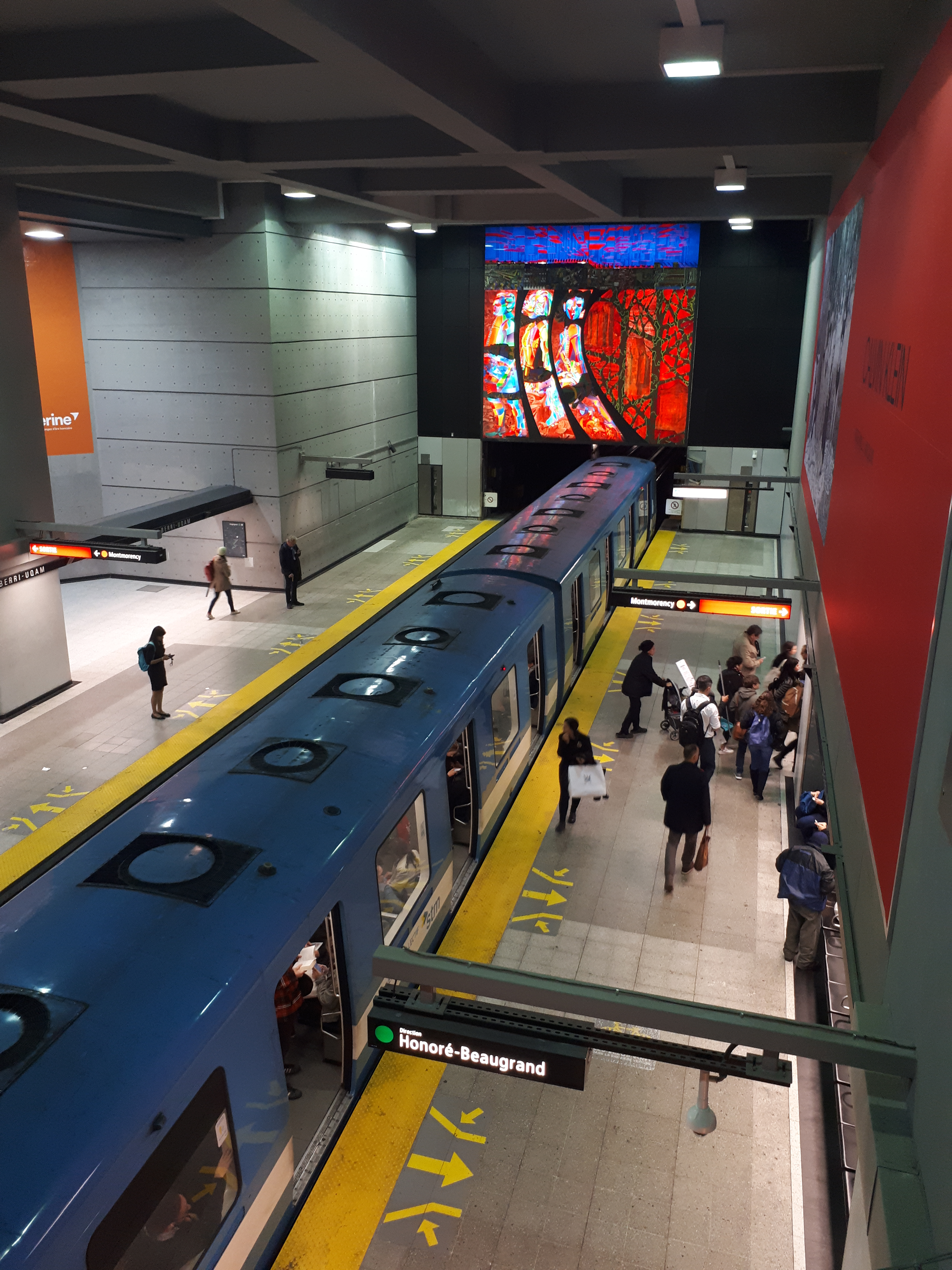

#### Berri-UQAM ligne orange
Berri-UQAM orange est desservie par les rames de la ligne orange du métro de Montréal. Le premier passage a lieu : tous les jours, à 05h53, en direction de Montmorency, et à 05h44, en direction de Côte-Vertu et le dernier passage a lieu quelle que soit la direction : en semaine et le dimanche à 00h57 et le samedi à 01h27. Les fréquences de passage sont de 3 à 12 minutes suivant les périodes.

Installations et desserte
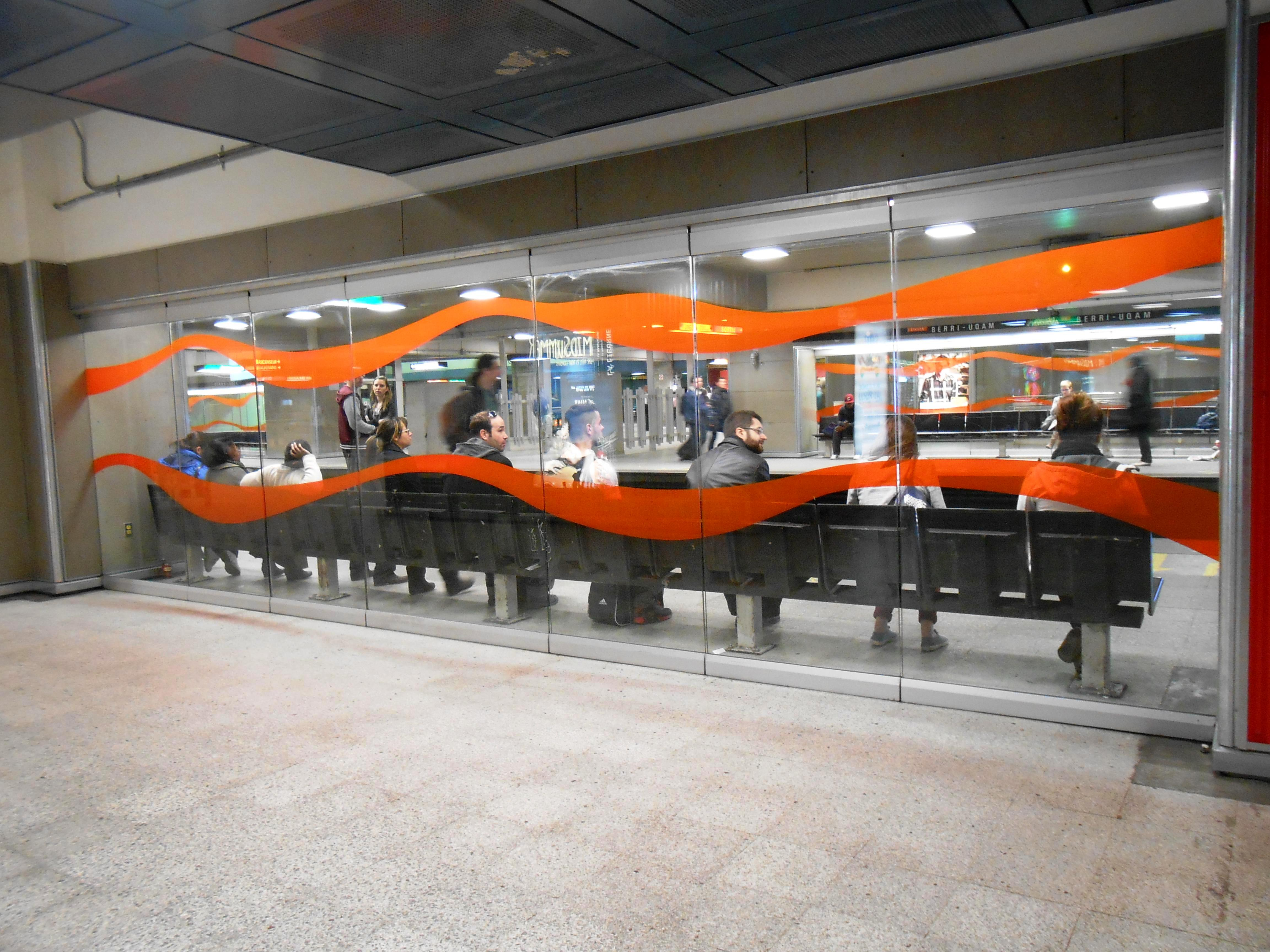
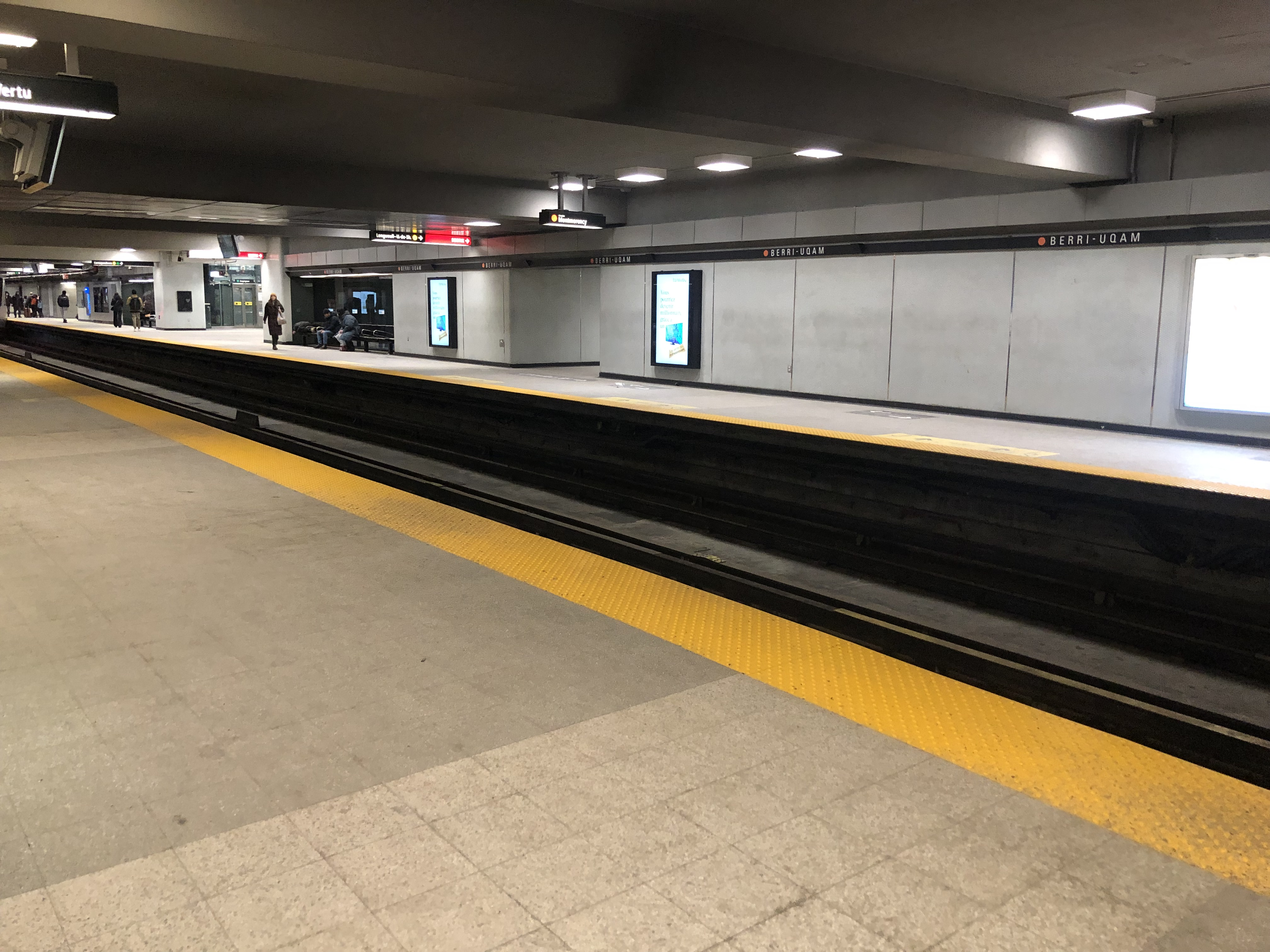
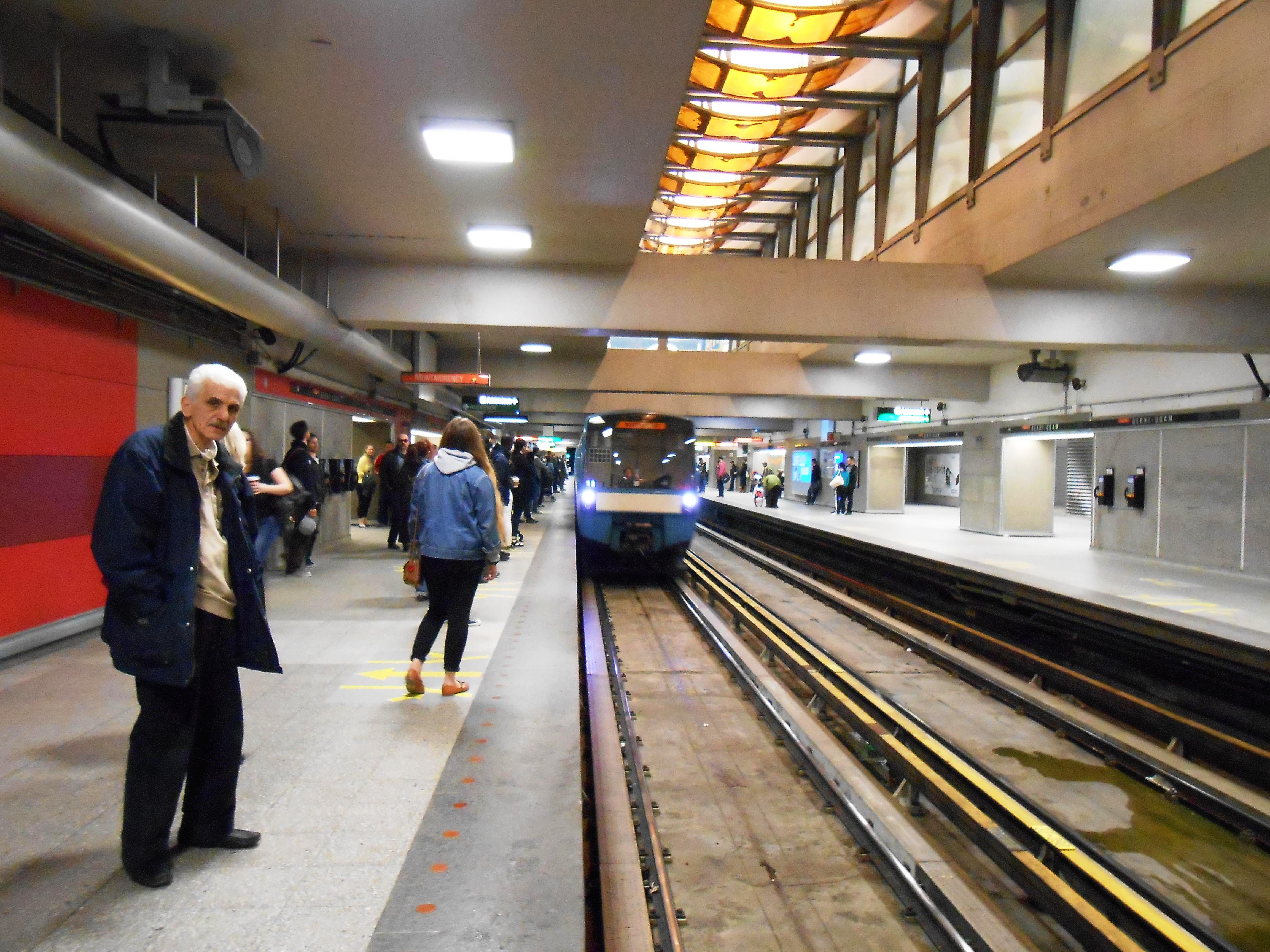

#### Berri-UQAM ligne jaune
Berri-UQAM jaune est desservie par les rames de la ligne jaune du métro de Montréal. Le premier passage à lieu : tous les jours, à 05h30 et le dernier passage à lieu : en semaine et le dimanche à 001h00 et le samedi à 01h30. Les fréquences de passage sont de 3 à 10 minutes suivant les périodes.

Installations et desserte
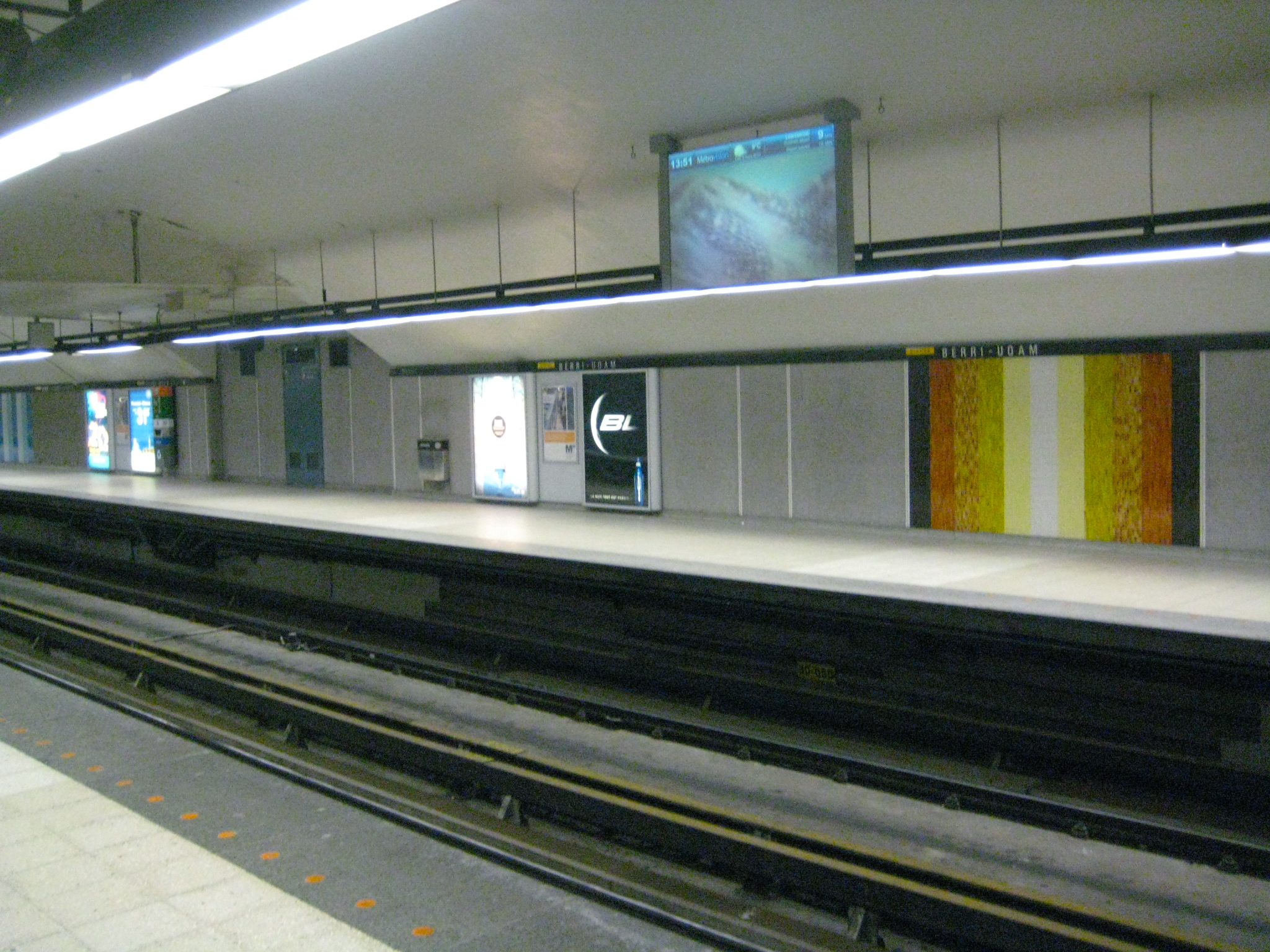
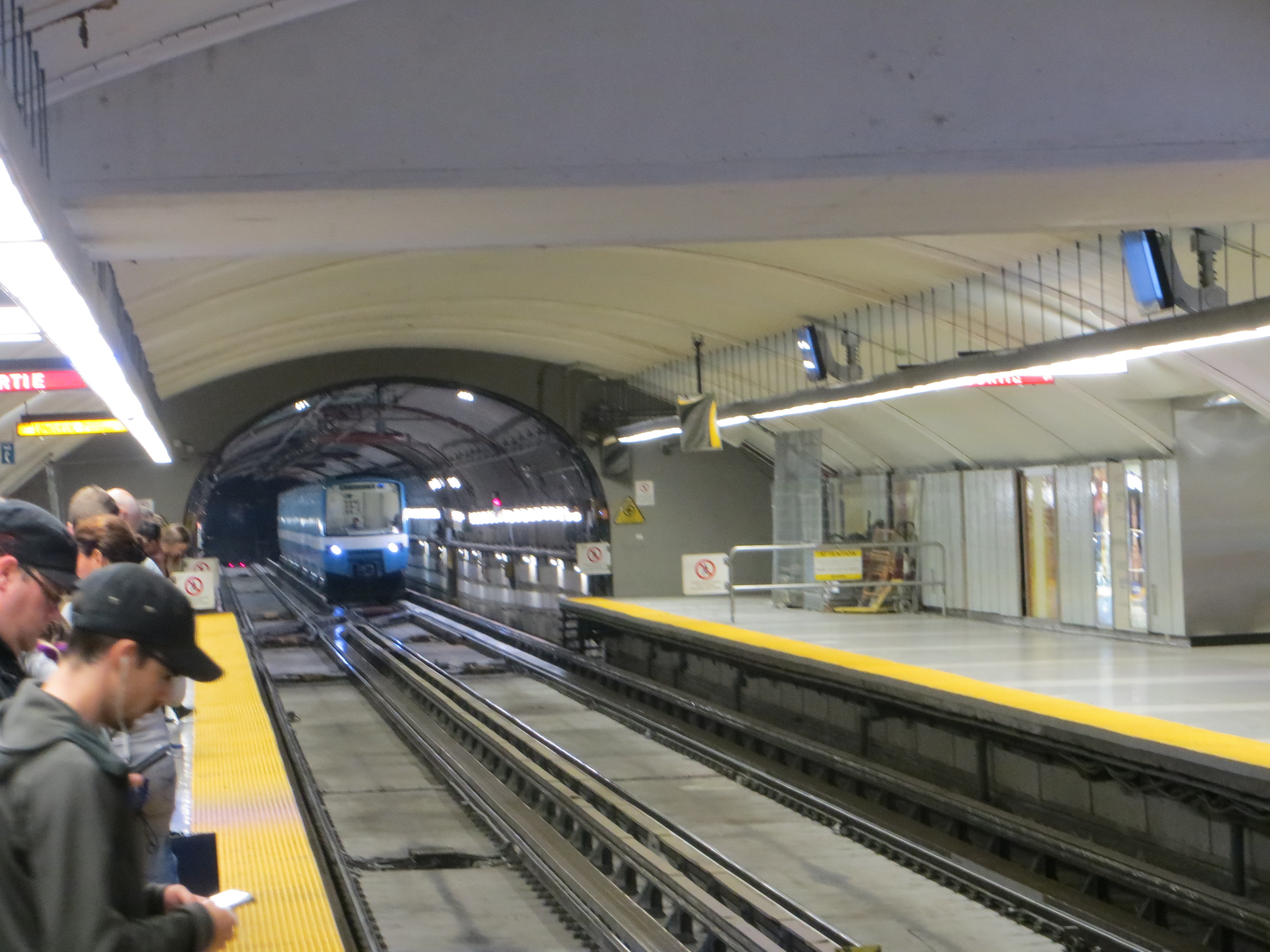
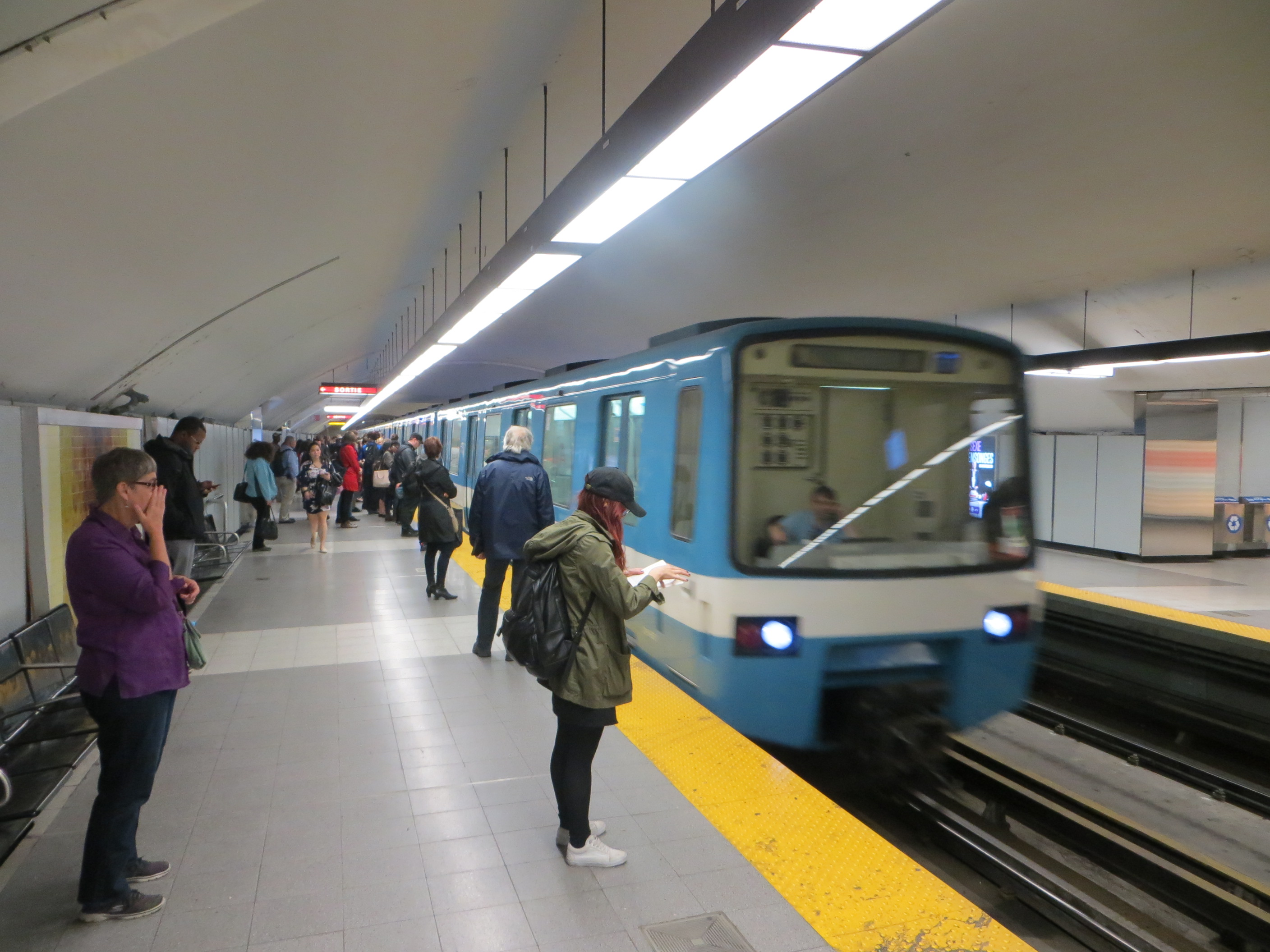

### Intermodalité
À proximité des arrêts de bus de la STM sont desservis par les lignes : 30 Saint-Denis/Saint-Hubert, 50 Vieux-Montréal/Vieux-Port, 358 Sainte-Catherine, 361 Saint-Denis, 427 Express Saint-Joseph et 747 Aéroport P-E-Trudeau/Centre-Ville. La station est également en correspondance directe avec la Gare d'autocars de Montréal.
Depuis le 26 août 2024, la ligne 715 Vieux-Montréal / Vieux-Port est renumérotée la 50.

## L'Art dans la station
L'œuvre la plus imposante est un vitrail de Pierre Gaboriau et de Pierre Osterrath. Intitulé « l'hommage aux fondateurs de la ville de Montréal », ce cadeau de l'Union régionale de Montréal des caisses populaires Desjardins, installé en 1969, dépeint Jérôme le Royer de la Dauversière, Jeanne Mance et Paul de Chomedey de Maisonneuve. Cette œuvre est située au-dessus du portail du tunnel de la ligne verte.

« l'hommage aux fondateurs de la ville de Montréal »
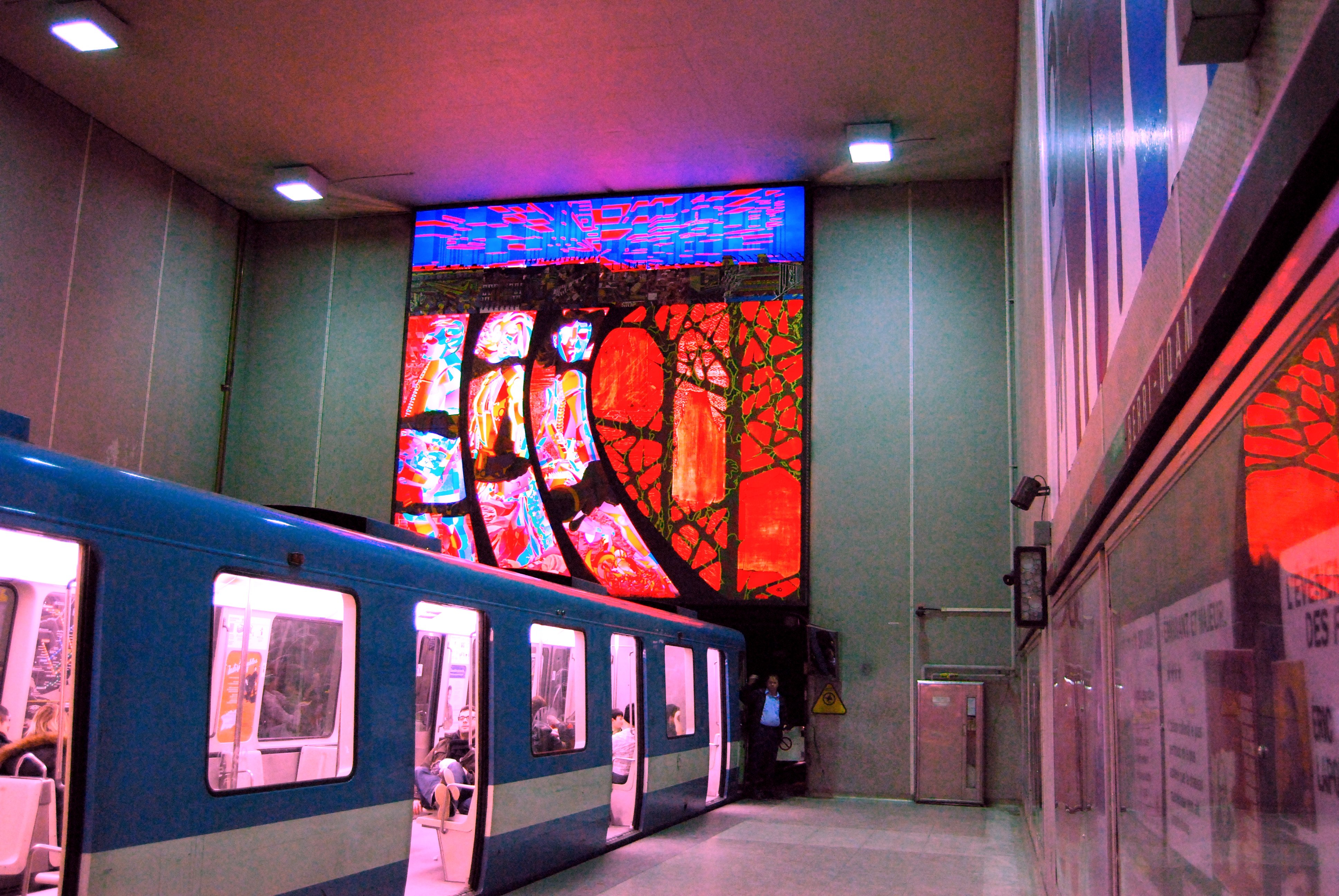
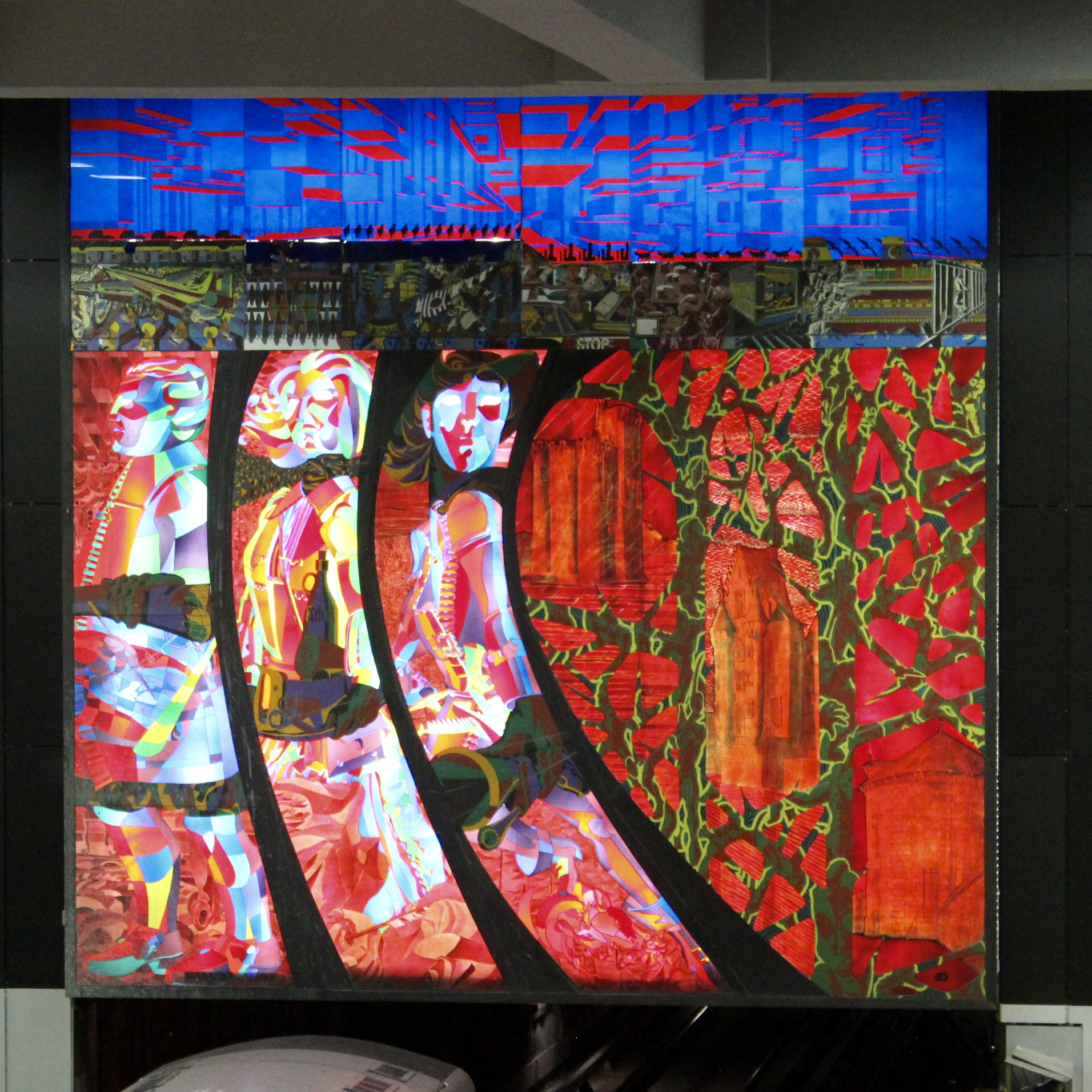
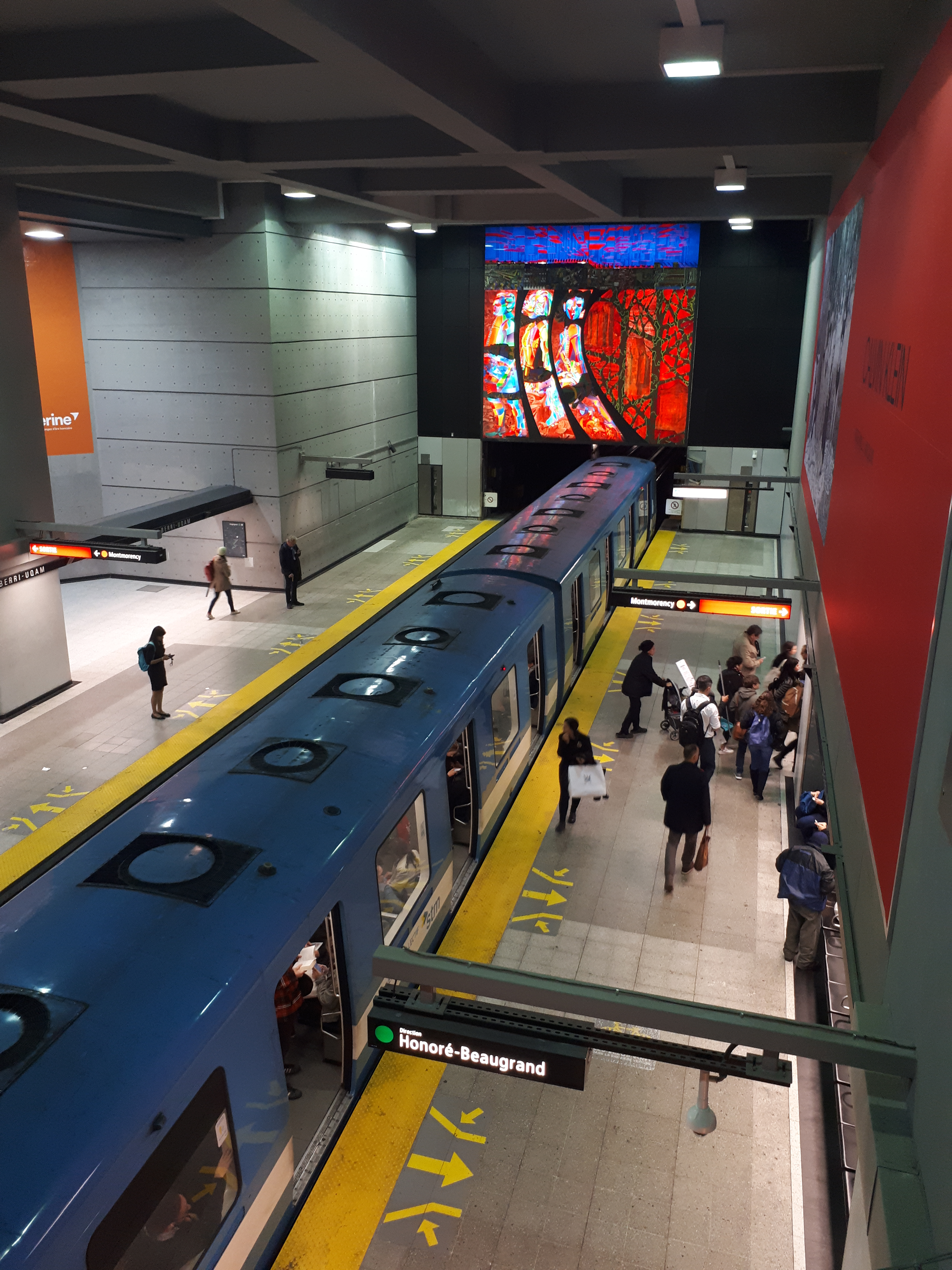

Une œuvre située dans l'édicule de la rue Sainte-Catherine, une statue en bronze de Raoul Hunter intitulée « Monument à Mère Émilie Gamelin », (Émilie Gamelin est la fondatrice des Sœurs de la Providence), cadeau de la Ville de Montréal.

« Monument à Émilie Gamelin »
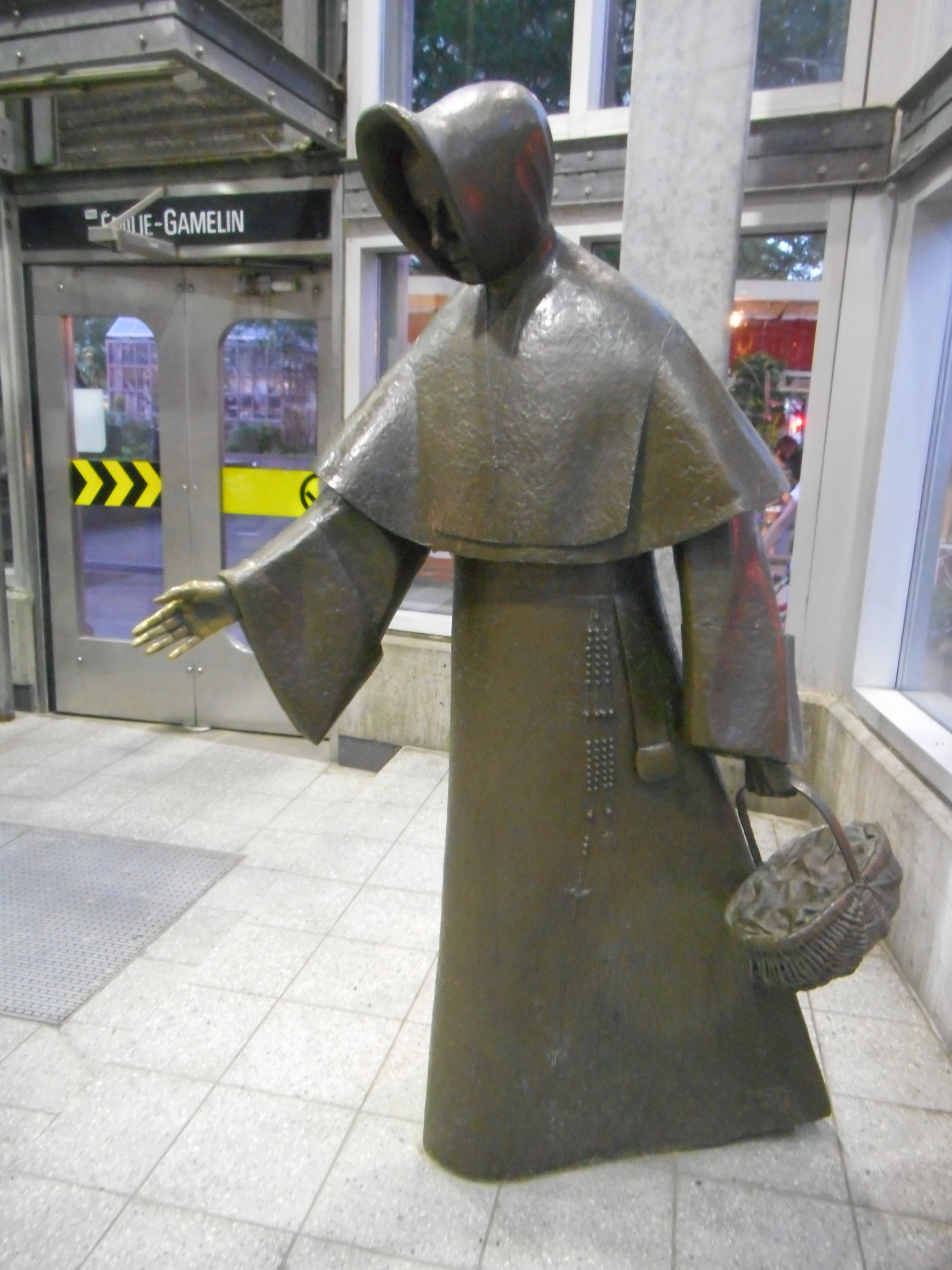
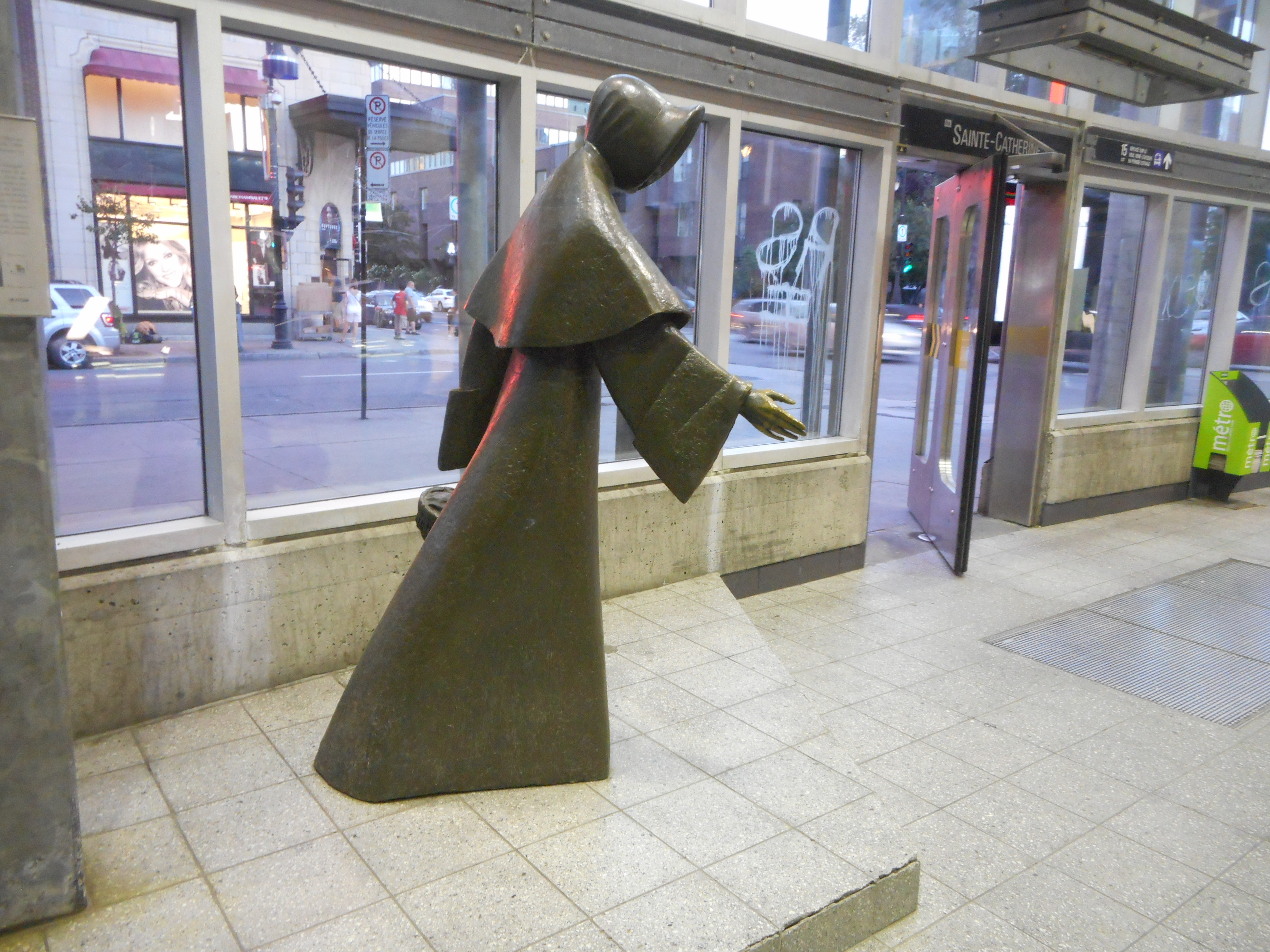
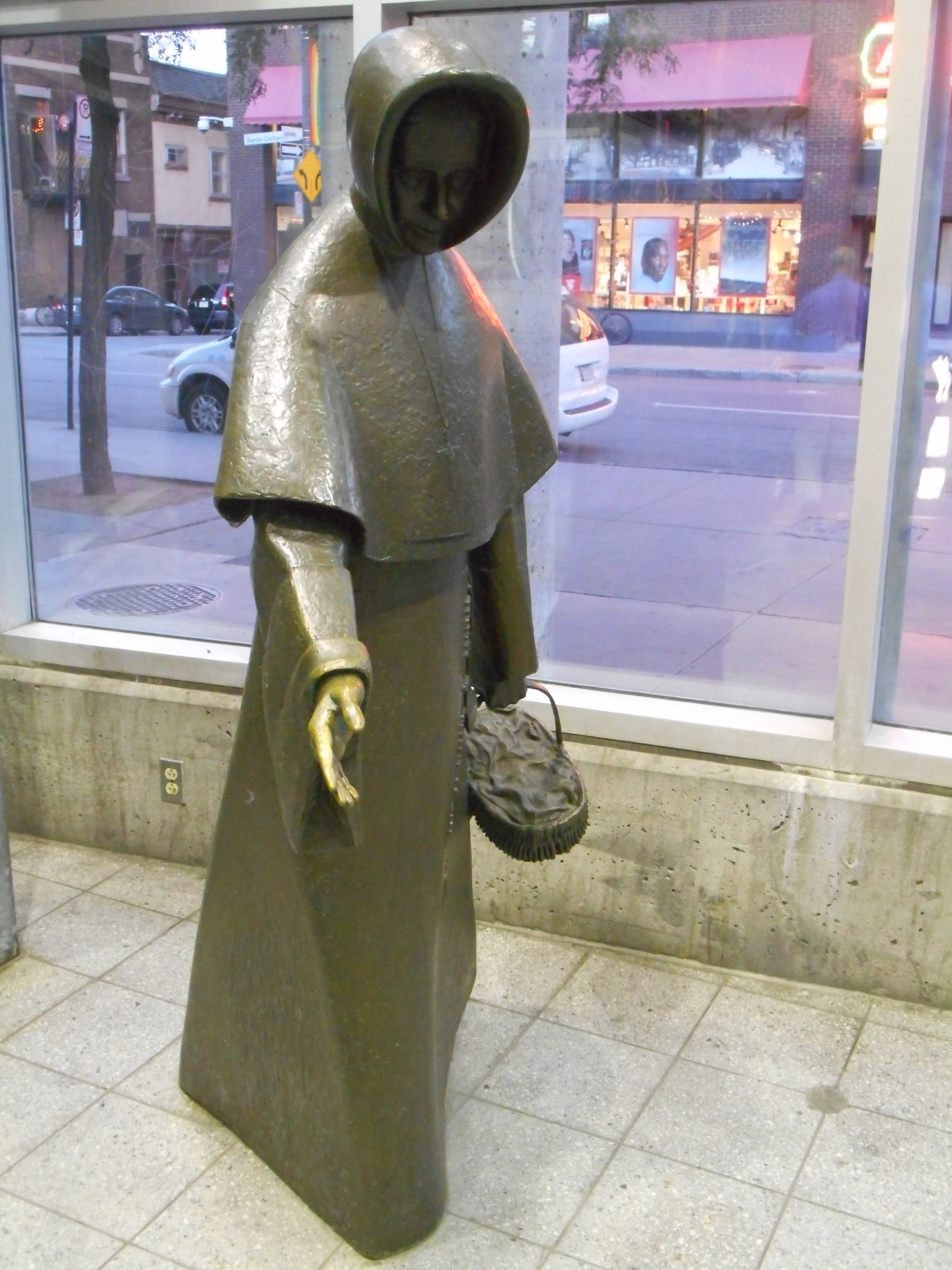

Trois peintures de Robert LaPalme sont situées près des escaliers menant aux quais de la ligne jaune, autrefois situées à l'entrée de l'Expo 67. Les œuvres représentent les trois thème de l'Expo : la science, les loisirs et la culture. Une plaque de LaPalme et Georges Lauda, commémorant l'inauguration du métro, est située dans le centre de la mezzanine. Une œuvre en céramique de Claude Vermette intitulée « Murales » (1967), est située sur les quais de la ligne jaune. Le « mur de la paix » (2007) dans le hall de la ligne jaune réalisé par Cécile Dion, « Ce mur affiche l’inscription graphique du mot paix traduit dans les 34 langues représentant les communautés les plus importantes en termes de population à Montréal. ».

Œuvres
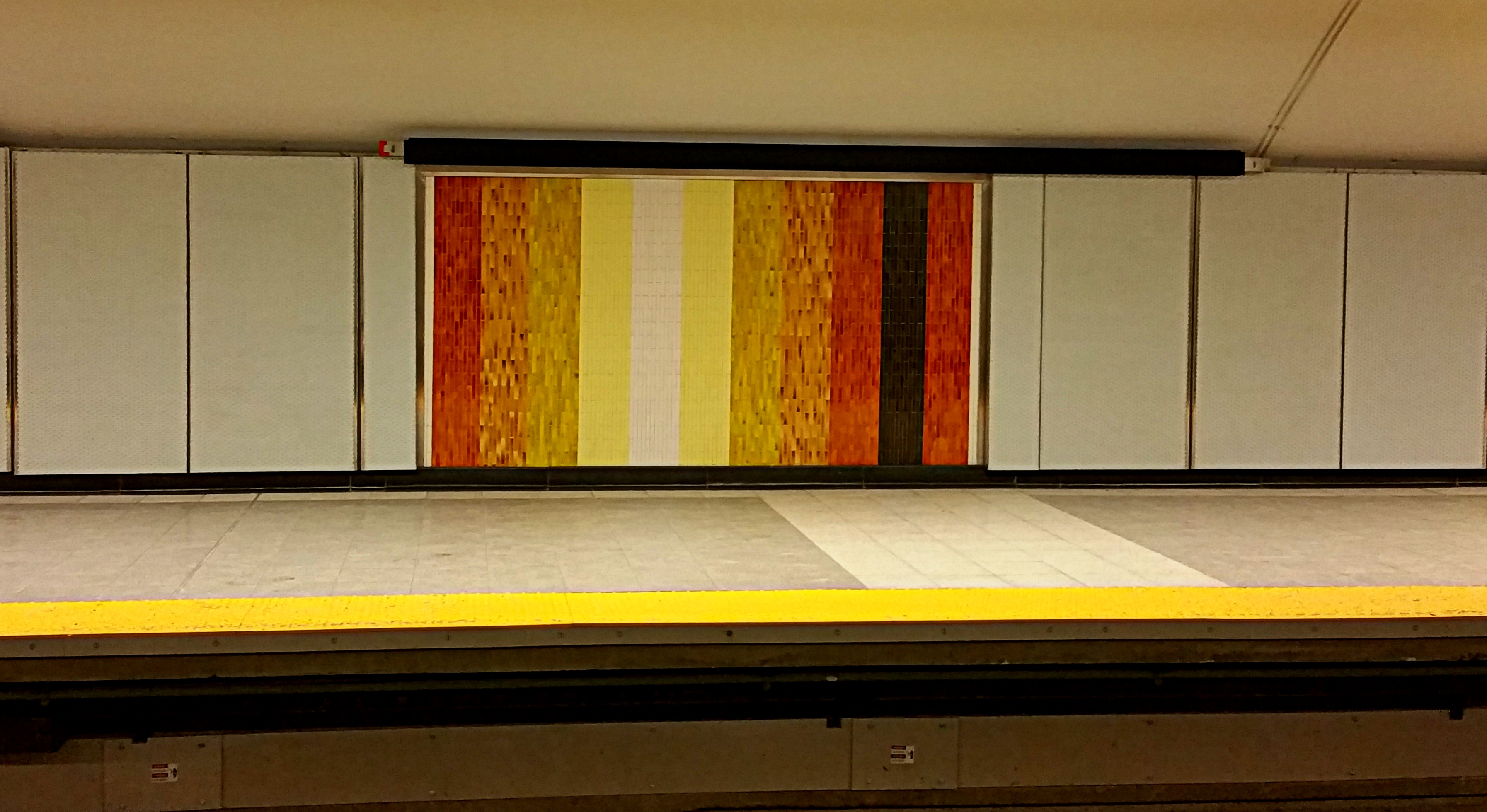
« Murales ».
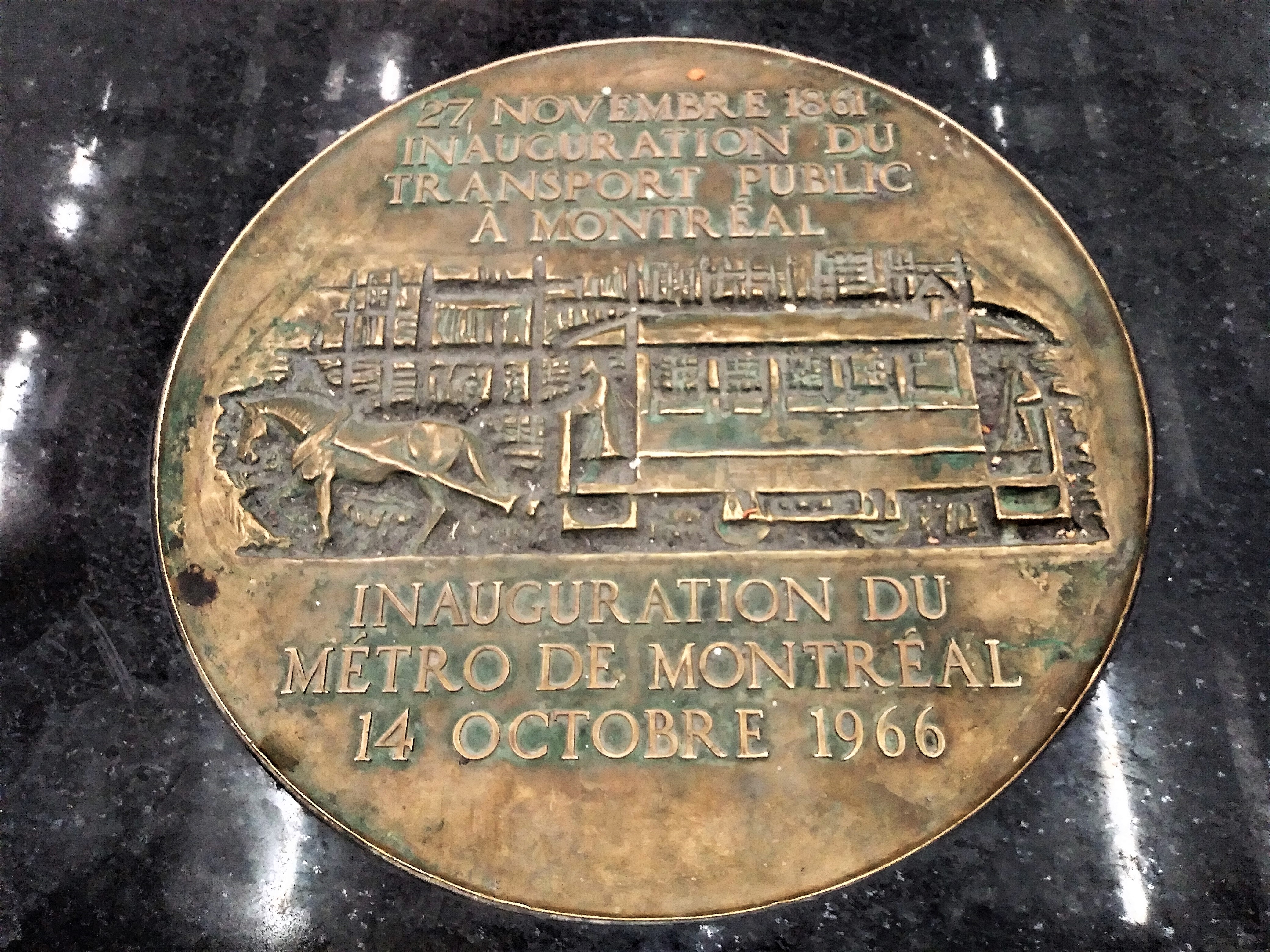
Plaque commémorative.
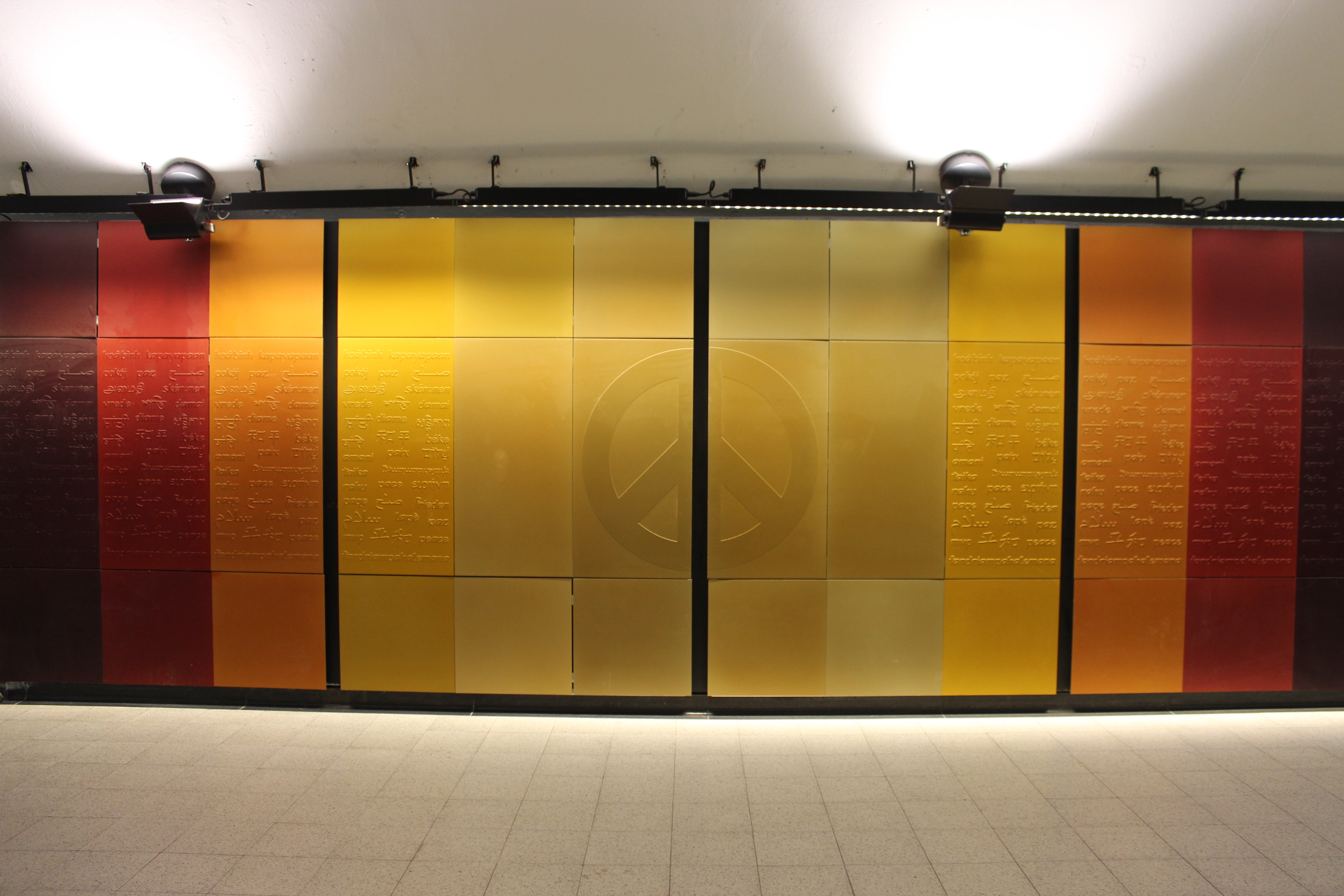
Mur de la Paix.

## À proximité
Située rue Berri à l'angle avec le boulevard De Maisonneuve, à proximité de la rue Saint-Denis et la place Émilie-Gamelin, dans le quartier latin de Montréal, quartier des spectacles. Elle dessert notamment les établissements : l'Université du Québec à Montréal, le Cégep du Vieux Montréal, l'Institut national de l'image et du son et le Centre hospitalier de l'Université de Montréal, mais aussi : la Grande Bibliothèque, la Bibliothèque Saint-Sulpice, le Théâtre Saint-Denis, la Maison Théâtre, la Cinémathèque québécoise.